# Пальмен, Иоган Филипп
Иоган Филипп Пальмен (1811—1896) — финский барон, профессор права и вице-канцлер Императорского Александровского университета (1873—1895), государственный чиновник, сторонник независимости Финляндии.

## Биография
Отец Иогана Пальмена — Хенрик Джоен Палмен, служивший казначеем Главного таможенного управления, был вынужден два года провести в тюрьме за растрату. Иоган Пальмен обучался в немецкоязычной школе в Дерпте и окончил среднюю школу в Турку в 1827 г.  Окончил юридический факультет Императорского Александровского университета в 1831 году. Получил докторскую степень (1832). Работал в Александровском университете экстраординарным профессором, а затем ординарным профессором российского и римского права (1844—1867). Исполнял должность казначея университета (1849—1866). Занимал должность проректора университета. В 1867 году был назначен руководителем юридического отдела Сената. Между 1871-1877 он был прокуратором Финляндии, а затем заместителем председателя юридического департамента Сената (1877—1896) оставались на этой должности до конца жизни в возрасте 84 лет. Стал первым гражданским лицом на должности вице-канцлера Александровского университета (1873—1893). Пальмен получил звание статского советника (1866), был посвящен в рыцари (1875), получил титул барона 1883.